# Earl Averill
Pour les articles homonymes, voir Averill.
Howard Earl Averill (né le 21 mai 1902 à Snohomish, Washington, décédé le 16 août 1983 à Everett, Washington) était un joueur américain de baseball qui a joué comme champ extérieur dans la Ligue majeure de baseball notamment pour les Cleveland Indians entre 1929 et 1939. Sélectionné six fois pour le All-Star Game (1933 à 1938), il est élu au Temple de la renommée du baseball en 1975. Son numéro 3 est retiré par les Cleveland Indians en 1975.

## Carrière
Né en 1902 dans le comté de Snohomish dans l'État de Washington, Earl Averill débute en professionnel en Pacific Coast League avec les San Francisco Seals où il effectue trois saisons solides. En 1928, il frappe 36 coups de circuit, pour 173 points produits et une moyenne au bâton de 0,354.
Il signe chez les Cleveland Indians en 1929. Averill frappe un coup de circuit lors de son premier passage au bâton à l'occasion du match d'ouverture de la saison 1929 faisant taire ceux qui lui reprochaient quelques jours plus tôt d'avoir réclamé un bonus de 5000$ à la signature de son contrat. Sur cette lancée, il signe huit saisons à plus de 0,300 de moyenne au bâton et détient les records chez les Indians pour les points produits, les points et les triples, et reste très exigeant en matière de salaire. Comme le notent alors les médias de Cleveland, « Averill est très populaire chez les fans, mais pas vraiment chez les dirigeants des Indians ».
Lors du match des étoiles 1937, il cassa un orteil au lanceur Dizzy Dean.
Cédé par les Indians aux Detroit Tigers au milieu de la saison 1939 au grand désespoir des fans des Indians, Earl Averill prend part à la conquête du titre de la Ligue américaine 1940. Il joue un match en Série mondiale où il ne frappe aucun coup sûr en trois passages au bâton.
Il joue ensuite quelques matchs avec les Boston Braves en avril 1941, puis met un terme à sa carrière le 25 avril 1941.

## Statistiques en carrière
| Statistiques de frappeur |            |            |      |      |      |      |     |     |     |      |    |    |     |     |       |       |       |
|                          |            |            | G    | AB   | R    | H    | 2B  | 3B  | HR  | RBI  | SB | CS | BB  | SO  | BA    | OBP   | SLG   |
| Totaux                   | 13 saisons | 13 saisons | 1668 | 6353 | 1224 | 2019 | 401 | 128 | 238 | 1164 | 70 | 57 | 774 | 518 | 0,318 | 0,395 | 0,534 |